# Lauren James
Lauren James (London, 2001. szeptember 29. –) világbajnoki ezüstérmes angol női válogatott labdarúgó, a Chelsea támadója.

## Pályafutása
Chelsea-ben kezdett el a labdarúgással foglalkozni, majd 13 éves korában az Arsenal csábította magához. 2017. október 29-én, 16 évesen és egy hónaposan, az Ágyusok történetének második legfiatalabb játékosaként debütálhatott Lisa Evans cseréjeként az élvonalban. A 2017-18-as szezonban összesen öt alkalommal lépett pályára.

#### Manchester United
Az újonnan alakult és nagy reményekkel teli Manchester United az idény végén ajánlott számára szerződést, így a következő évben a "Vörös Ördögöknél" folytatta karrierjét. James a nyitó fordulóban két gólt vállalt az Aston Villa elleni megsemmisítő győzelemből és mesternégyesig jutott a Crystal Palace ellen, 14 gólt felmutatva első teljes idényében.
A Uniteddel végül megnyerték a másodosztályt és feljutottak az élvonalba, ahol már profi szerződéssel, 12 meccsen hat alkalommal talált be ellenfelei hálojába a világjárvány végett megszakított kiírásban.
Egy esztendővel később 10 mérkőzésen kapott lehetőséget, melyeken két gólt szerzett, de szerződését nem hosszabbította meg Manchesterben és aláírt nevelőegyesületéhez a Chelsea-hez 2021 júliusában.

#### Chelsea
Bár a Kékeknél félelmetes konkurenciával kellett szembenéznie Sam Kerr, Pernille Harder, Fran Kirby, Bethany England és Guro Reiten személyében, hat találkozón így is betalált egy alkalommal. Egy évvel rá már csapata egyik legeredményesebb támadójaként számíthattak rá, 2023. június 1-jén pedig 2027-ig kötelezte le magát klubjához.

### A válogatottban
A 17 éven aluliaknál az Egyesült Államok elleni 2–0-s vereség alkalmával húzta fel első ízben a címeres mezt, majd négy gólt szerzett a Lettország elleni 10–0-s győzelem során a 2018-as Eb-selejtezőn.
A felnőttek között 2022. szeptember 3-án mutatkozhatott be Ausztria ellen.
2023. május 31-én Jamest benevezték a 2023. júliusi 2023-as női labdarúgó-világbajnokság keretébe és a csoport második mérkőzésén az ő találatával verték meg dán nemzeti tizenegyet, míg Kína ellen két gól és három gólpassz volt a mérlege. A kieséses szakaszban két meccsre szóló eltiltást kapott, miután súlyos szabálytalanságot követett el a nigériai Michelle Alozie-val szemben.

## Sikerei

### Klubcsapatokban
Angol bajnok (2):
- Chelsea (2): 2021–22, 2022–23

 Angol kupagyőztes (2):
- Chelsea (2): 2022, 2023

 Angol másodosztályú bajnok (1):
- Manchester United (1): 2018–19

### A válogatottban
Anglia
- Világbajnoki ezüstérmes: 2023
- Finalissima győztes: 2023

### Egyéni
- Az év fiatal játékosa (PFA) (2): 2017–18,[9]

## Magánélete
Testvére Reece James szintén angol válogatott labdarúgó.